# Crni Lug (Bosansko Grahovo, BiH)
Crni Lug je naseljeno mjesto u općini Bosansko Grahovo, Federacija Bosne i Hercegovine, BiH.

## Zemljopis
Nalazi se na krajnjem sjeveru Livanjskog polja.

## Povijest
Za vrijeme četničkog ustanka 27. srpnja 1941. mjesni su Hrvati gotovo u potpunosti zatrti u pokolju kojeg su srpski ustanici počinili u Bosanskom Grahovu i okolnim selima Obljaju, Koritima, Luci i Ugarcima. Srpski ustanici su opljačkali i spalili sve hrvatske kuće.

## Stanovništvo

### 1991.
Nacionalni sastav stanovništva 1991. godine, bio je sljedeći:
ukupno: 450
- Srbi - 442
- Jugoslaveni - 1
- ostali, neopredijeljeni i nepoznato - 7

### 2013.
Nacionalni sastav stanovništva 2013. godine, bio je sljedeći:
ukupno: 55
- Srbi - 55

## Vanjske poveznice
- Crni Lug